# 902 (szám)
A 902 (római számmal: CMII) egy természetes szám, szfenikus szám, a 2, a 11 és a 41 szorzata.

## A szám a matematikában
A tízes számrendszerbeli 902-es a kettes számrendszerben 1110000110, a nyolcas számrendszerben 1606, a tizenhatos számrendszerben 386 alakban írható fel.
A 902 páros szám, összetett szám, azon belül szfenikus szám, kanonikus alakban a 21 · 111 · 411 szorzattal, normálalakban a 9,02 · 102 szorzattal írható fel. Nyolc osztója van a természetes számok halmazán, ezek növekvő sorrendben: 1, 2, 11, 22, 41, 82, 451 és 902.
Érinthetetlen szám: nem áll elő pozitív egész számok valódiosztóösszeg-függvényeként.
A 902 négyzete 813 604, köbe 733 870 808, négyzetgyöke 30,03331, köbgyöke 9,66204, reciproka 0,0011086. A 902 egység sugarú kör kerülete 5667,43315 egység, területe 2 556 012,349 területegység; a 902 egység sugarú gömb térfogata 3 074 030 852,1 térfogategység.